# Kelvin Graham
Kelvin Graham (27 aprile 1964) è un ex canoista australiano.

## Palmarès

### Olimpiadi
- 1 medaglia:
  - 2 bronzi (Seul 1988 nel K-2 1000 m; Barcellona 1992 nel K-4 1000 m)